# Jung-dong, Bucheon
Jung-dong (koreanska: 중동) är en stadsdel i staden Bucheon i provinsen Gyeonggi i den nordvästra delen av Sydkorea, 18 km väster om huvudstaden Seoul.